# Harvey Fierstein
Harvey Forbes Fierstein est un acteur, scénariste et dramaturge américain né le 6 juin 1954 à New York dans l'État de New York (États-Unis).

## Biographie
Natif du quartier de Brooklyn à New York, Harvey Fierstein est ouvertement gay et militant de la cause homosexuelle dans la vie. Il est également très représentatif du courant des intellectuels juifs new-yorkais, et cette double appartenance a souvent guidé son choix de rôles. Il a ainsi plusieurs fois incarné à l'écran des rôles d'homosexuel voire de travesti, comme dans Torch Song Trilogy (premier rôle) ou Madame Doubtfire (où il est le frère de Robin Williams, qu'il aide à se travestir en vieille dame).

## Filmographie

### comme acteur

#### au cinéma

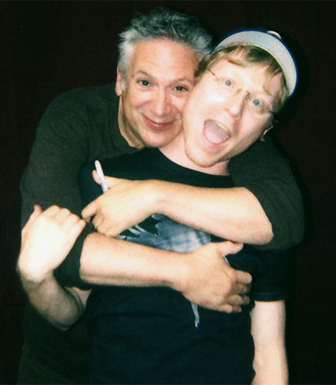
Harvey Fierstein (à gauche) en compagnie d'Anthony Rapp.

| Année | Titre du film                       | Rôle                | Réalisateur                         |
| ----- | ----------------------------------- | ------------------- | ----------------------------------- |
| 1984  | À la recherche de Garbo             | Bernie Whitlock     | Sidney Lumet                        |
| 1988  | Torch Song Trilogy                  | Arnold Beckoff      | Paul Bogart                         |
| 1992  | The Harvest                         | Bob Lakin           | David Marconi                       |
| 1993  | Madame Doubtfire                    | Oncle Frank Hillard | Chris Columbus                      |
| 1994  | Coups de feu sur Broadway           | Sid Loomis          | Woody Allen                         |
| 1995  | Dr. Jekyll et Ms. Hyde              | Yves DuBois         | David Price                         |
| 1996  | Everything Relative                 | Le Moyle            | Sharon Pollack                      |
| 1996  | Independence Day                    | Marty Gilbert       | Roland Emmerich                     |
| 1996  | White Lies                          | Art Hoarder         | Ken Selden                          |
| 1996  | Elmo Saves Christmas                | Lapin de l'est      | Emily Squires                       |
| 1996  | The Celluloid Closet (documentaire) | Lui-même            | Rob Epstein et Jeffrey Friedman     |
| 1997  | Kull le conquérant                  | Juba                | John Nicolella                      |
| 1998  | Casses en tous genres               | Leo                 | John Hamburg                        |
| 1998  | Mulan                               | Yao                 | Tony Bancroft et Barry Cook         |
| 1999  | Jump                                | Dish Macense        | Justin McCarthy                     |
| 1999  | Toy Story 2                         | Furet               | John Lasseter                       |
| 2000  | Playing Mona Lisa                   | Bennett             | Matthew Huffman                     |
| 2003  | Un duplex pour trois                | Kenneth             | Danny DeVito                        |
| 2002  | Crève, Smoochy, crève !             | Merv Green          | Danny DeVito                        |
| 2004  | Mulan 2 : La Mission de l'Empereur  | Yao (voix)          | Darrell Rooney et Lynne Southerland |
| 2006  | Farce of the Penguins               | Sheila (voix)       | Bob Saget                           |
| 2009  | Foodfight!                          | Burglar (voix)      | Larry Kassanoff                     |

#### à la télévision
- 1986 : Deux flics à Miami (1 épisode : Le Piège) : Le bénédictin
- 1990 : Les Simpson (1 épisode : Simpson et Delila) : Karl
- 1992 :
  - Cheers (1 épisode) : Mark Newberger
  - Arabesque (1 épisode) : Stan Hatter
- 1994 : Daddy's Girls (3 épisodes) : Dennis Sinclair
- 1997 : Fame L.A. (1 épisode) : Jeremy Pinter
- 2008 : Les Griffin (1 épisode : Tu seras un chien mon fils) : Tracy
- 2009 : How I Met Your Mother (1 épisode : Last Cigarette Ever) : Voix de Lily après avoir fumé
- 2010 : Nurse Jackie (1 épisode : Monkey Bits) : John Decker
- 2012 : The Good Wife saison 3 épisode 4 : Juge Francis Flamm
- 2013 : Smash : lui-même
- 2016 : Hairspray Live! (téléfilm) : Edna Turnblad
- 2017 : Bojack Horseman (saison 4 épisode 4) : lui-même

### comme scénariste
| Année | Titre                   | Réalisateur                  |
| ----- | ----------------------- | ---------------------------- |
| 1988  | Tidy Endings (TV)       | Gavin Millar                 |
| 1988  | Torch Song Trilogy      | Paul Bogart                  |
| 1999  | The Sissy Duckling (TV) | Anthony Bell                 |
| 2000  | Common Ground (en) (TV) | Donna Deitch                 |
| 2016  | Hairspray Live! (TV)    | Kenny Leon et Alex Rudzinski |

### autres
- 1984 : The Times of Harvey Milk (narrateur)
- 2005 : Kingdom Hearts 2 (jeu vidéo) : voix de Yao en version originale

## Vie privée
Hervey Fierstein est ouvertement homosexuel. Il a fait son coming out durant son discours de remerciement pour son Tony Award en 1984, a une époque où très peu de personnalités le faisaient.

## Récompenses et nominations

### Récompenses
- Tony Award 1982 : meilleure pièce et du meilleur acteur pour la pièce Torch Song Trilogy
- Drama Desk Award : 1983 meilleure pièce et meilleur acteur pour Torch Song Trilogy
- Theatre World Award : 1983 pour la pièce Torch Song Trilogy
- Tony Award 1984 : meilleur livret pour la comédie musicale La Cage aux Folles
- Tony Award 2003 : meilleur acteur dans un 1er rôle pour la comédie musicale Hairspray
- Drama League Award 2003 : meilleure performance pour la comédie musicale Hairpsray
- Drama Desk Award 2003 : meilleur acteur pour la comédie musicale Hairspay
- Drama League Award 2008 : meilleure production pour la pièce A Catered Affair
- Casting Society of America Awards 2012 : Artio Award d'honneur